# Muzeum wirtualne

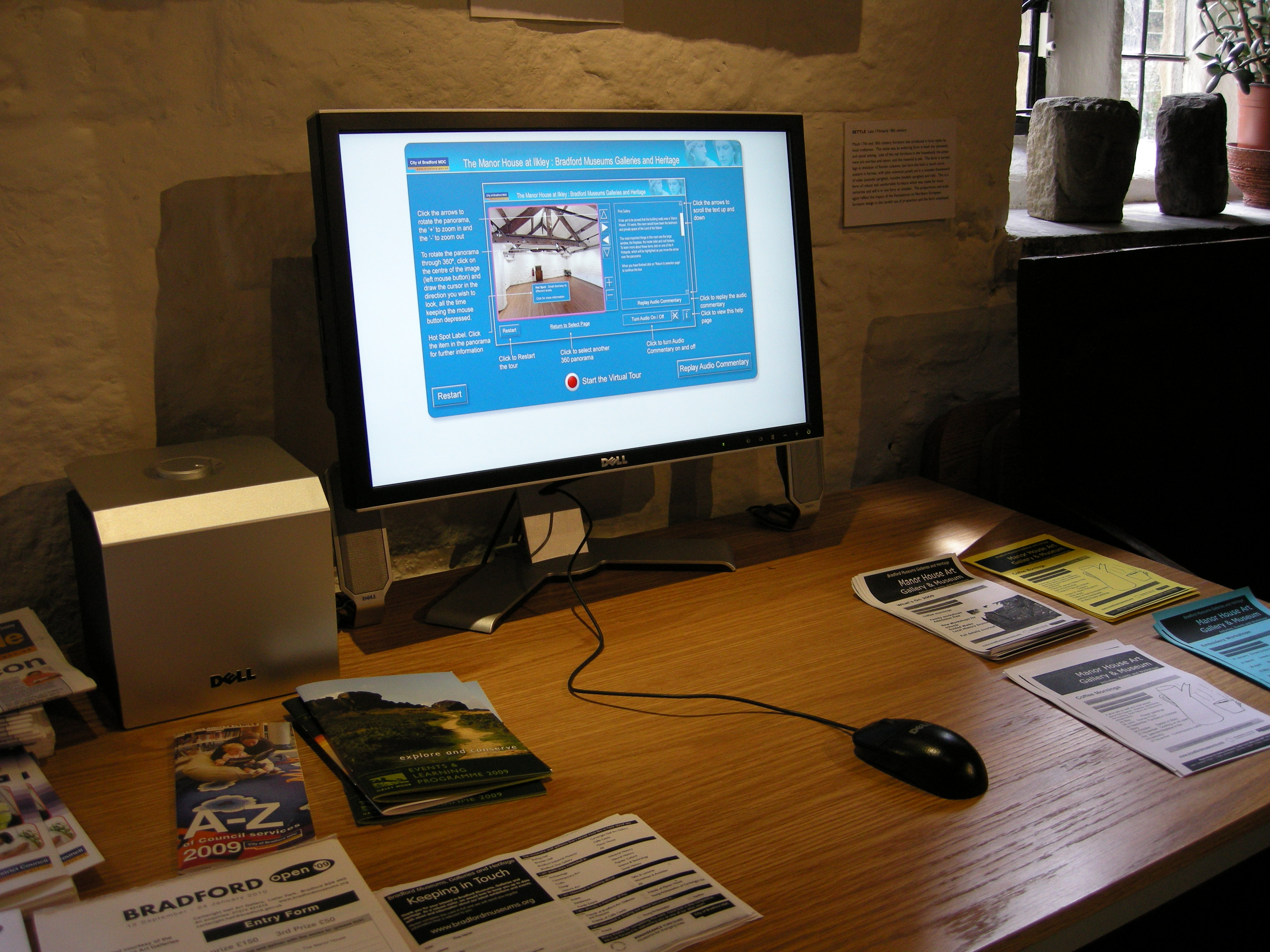
Muzeum wirtualne

Muzeum wirtualne – muzeum, w którym wykorzystuje się najnowsze technologie informacyjne w celu prezentacji zbiorów. Wirtualne muzeum może być częścią muzeum tradycyjnego (np. w postaci witryny internetowej) lub jednostką niezależną, istniejącą tylko w cyberprzestrzeni.
Wirtualne muzeum w swoim założeniu na za zadanie dotrzeć do szerszej liczby zwiedzających. Osoby zainteresowane określoną dziedziną mogą zapoznać się ze zbiorami w dowolnym czasie i miejscu przy użyciu rozwiązań teleinformatycznych. W ten sposób mogą również zostać zachęcone do odwiedzenia muzeum tradycyjnego. Z kolei osoby, które już odwiedziły dane muzeum tradycyjne, mogą wykorzystać muzeum wirtualne jako źródło wiedzy poszerzając informacje uzyskane podczas wizyty. Wirtualne wystawy pozwalają muzeum na zaprezentowanie zbiorów osobom, których dostęp do muzeum tradycyjnego jest ograniczony ze względu na stopień niepełnosprawności, wykluczenie komunikacyjne lub z powodu innego rodzaju niedostępności siedziby muzeum.
Innym przypadkiem są placówki działające wyłącznie w formie wirtualnej. Nie mają one swojej siedziby lub osobowości prawnej w świecie rzeczywistym. Muzea takie mogą być tworzone przez osoby prywatne, instytucje, organizacje w celu zaprezentowania określonej dziedziny wiedzy. W muzeach całkowicie wirtualnych zbiory pochodzą z różnych, często rozproszonych geograficznie muzeów. W ten sposób, gromadząc obiekty kulturowe z różnych regionów lub stron świata, można budować wystawy, które ze względu na konieczność transportu i ubezpieczenia wystawianych obiektów, spowodowałaby problemy w stworzeniu i działaniu.
Ann Mintz wskazuje na wady tego typu muzeum, jakimi są w rzeczywistości wymiaru, struktury i kolorytu danego dzieła.